# Stigmatorhynchus
Stigmatorhynchus es un género de fanerógamas de la familia Apocynaceae. Contiene tres especies. Es originario de África. Se encuentra en Namibia, Somalia y Tanzania en las sabanas y semidesiertos.

## Descripción
Son arbustos rígidos, de 0,5-2 m de alto; con brotes lenticellados con la edad, glabrescentes o poco pubescentes. Las hojas son subsésiles; herbáceas de 1-3 cm de largo y 0.6-1.2 cm de ancho, ovadas, basal y apical obtuso, glabrescentes o escasamente pubescentes.
Las inflorescencias son extra-axilares, solitarias, más cortas que las hojas adyacentes, con pocas flores, simples,  subsésiles, los pedicelos casi obsoletos.

## Especies
| - Stigmatorhynchus hereroensis Schltr. - Stigmatorhynchus steleostigma Schltr. - Stigmatorhynchus umbelliferus Schltr. |